# Claude Mouton
Pour les articles homonymes, voir Mouton (homonymie).
Claude Mouton (2 juillet 1931 à Montréal, Québec – 30 mars 1993,) fut un annonceur, commentateur et organisateur sportif. Il exerça plusieurs fonctions dans le monde du sport professionnel québécois.

## Carrière dans le monde du sport
Sa carrière dans le monde du sport organisé débuta en 1960 au Centre Paul Sauvé de Montréal, où il travailla comme entraîneur de clubs de hockey junior, avant de devenir, en 1963, organisateur de tournois de hockey junior au niveau bantam (13 à 15 ans).'
Il fut la voix des courses cyclistes de Six-Jours sur piste, organisées au Centre Paul Sauvé dans les années 1964 à 1972. Très actif dans le monde du cyclisme, Claude Mouton fut de 1967 à 1969, Président-Organisateur du Tour cycliste de la Nouvelle-France.
En 1963, il débuta le métier d'annonceur des nouvelles sportives au poste de radio CKAC de Montréal où sa voix particulière fut remarquée. Il fut engagé à titre d'annonceur maison pour les matchs montréalais de l'équipe de baseball professionnel, les Expos de Montréal, dès leur match inaugural du 14 avril 1969 au parc Jarry. Il prenait plaisir à jouer avec la prononciation du nom de certains joueurs, soulignant par exemple celui du receveur John Boccabella, celui du joueur de troisième but Jose "Coco" Laboy et du joueur de champ Jose Herrera, rendant ces athlètes très familiers aux amateurs de l'équipe montréalaise. Il francisait parfois le nom de certains joueurs américains, tels celui de l'américain Jim Lefevre. 
Claude Mouton travailla pour les Expos jusqu'en 1973, alors qu'il quitta le club, et concentra ses énergies dans la fonction d'annonceur maison pour les matchs du club de hockey "Les Canadiens de Montréal", poste qu'il exerçait depuis 1969. Il ajouta en 1973 le rôle de Directeur des Relations Publiques pour le club de hockey, un emploi qu'il occupa jusqu'à son décès.
En 1976, lors des Jeux olympiques de Montréal, il a été l'annonceur aux cérémonies d’ouverture et de fermeture, en plus d’officier aux compétitions de soccer et de cyclisme.

## Sa famille
Claude Mouton est né à Montréal le 2 juillet 1931. Il épousa Monique Cyr, une montréalaise, avec qui il eut deux fils, Pierre et Michel. 
Claude Mouton fut victime d’un cancer du pancréas. Bien renseigné sur les détails de son mal, il n’abandonna nullement ses activités chez le Canadien et poursuivit son travail jusqu’à la toute fin qui survint le 30 mars 1993. 
Il était le frère de l’annonceur de radio-télévision, Roger Gosselin, et du romancier Guy Mouton.

## Distinctions
- 1993 : il est intronisé au Temple de la Renommée de la Fédération Québécoise des sports cyclistes à titre de Bâtisseur.
- 1994 : il est intronisé au Temple de la Renommée du Club Médaille d’Or.
- 1996 : la ville de Montréal nomma une rue en son nom dans le secteur Rosemont, à la suite de la démolition du Centre Paul-Sauvé.
- 1997 : le centre sportif de la ville de La Prairie adopta le nom de « Centre Sportif Claude-Mouton ».
- 2009 : Claude Mouton est intronisé au Panthéon des sports du Québec[7].

## Publications
- Les Canadiens de Montréal : une Dynastie du Hockey, 1981, chez Van Nostrand Reinhold Ltd, Toronto. 286p.  (ISBN 0-442-29636-3). Ce livre fut publié simultanément en anglais au Canada par le même éditeur, et aux USA par sa maison affiliée, sous le titre : The Montreal Canadiens : A Hockey Dynasty, 1980,  (ISBN 0-442-29634-7)
- Toute l’histoire illustre et merveilleuse du Canadien de Montréal, 1986, aux Éditions La Presse.  (ISBN 1-55013-051-X). Le livre fut traduit et publié en anglais, sous le titre : The Montreal Canadiens, An illustrated history of a hockey dynasty, 1987, Key Porter Books (GV848.C3M6913)